# ناظلى اليجاق
ناظلى اليجاق (بالتركية: Nazlı Ilıcak)‏ اسمها الاصلى عائشه ناظلى اليجاق (مواليد 1944، أنقرة) كاتبه تركية، وسياسية.

## حياتها
هي ابنه معمر جاووش اوغلو الذي قد عمل في وزاره النافعه (الأشغال العامة) ثم وزارة النقل (المواصلات) في الحزب الديمقراطى. حصلت ناظلى على الثانويه في مدرسه (نوتردام دي سيون)الفرنسية عام1963، ودخلت جامعه لوزان كليه العلوم السياسيه عام 1967، وفي عام 1969 تزوجت من صاحب جريده ترجمان كمال اليجاق ومن هذا الزواج أصبحت اما لطفلين.

## الصحافة
أصبحت صحفيه رئيسيه في جريده ترجمان وكانت جريده ترجمان في المرتبة الثانية حتى عام 1988، واخذت درجة الأمتياز من جريده بولفار وما بين عام 1992 و1994قدمت برنامج على قناة مؤسسة الإذاعة والتلفزيون التركية التركيه بأسم كلام من داخل البرلمان، وعملت أيضا ككاتبه في صحف عده ميدان، الحرية، المساء، فجر جديد، مترجم من الامس إلى اليوم، اليوم وتقويم، وبعد ذلك عملت ككاتبه في جريده الصباح. وايدت ضرورة استقالة الوزراء الذين شاركوا في قضايا فساد التي حدثت في 17 ديسمبر عام 2013، وبعد يوم واحد تم انفصالها عن جريده الصباح بسبب اختلافها الفكرى معها، وفي عام 2014 عادت إلى جريده هذا اليوم.

## السياسة
اختيرت في الانتخابات العامة التركية عام 1999 كنائب لبرلمان إسطنبول عن حزب الفضيلة، وفي خلال مراسم اداء اليمين الدستوريه دخلت نائبة برلمان إسطنبول مروة كافاكاتشى مرتدية الحجاب، وفي 22 يونيو 2001 اسقطت نائبة البرلمان نتيجه للدعوه والقرار الذي اتخذته المحكمة الدستورية بإغلاق حزب الفضيلة، ومنعت من ممارسة السياسة لمده خمس سنوات، وفي الانتخابات البرلمانيه العامه عام 2011 ترشحت كنائبة عن حزب العدالة والتنمية ولكن لم تظهر هذا الترشح.

## عائلتها
هي ابنه معمر جاووش اوغلو الذي شغل منصب في الوزارات الحكوميه ال 21، 22، وخالها تورهان كابالى كان قد شغل منصب المحافظ في الوزارات الحكومية ال29،41,39,31 . وكانت الزوجة الأولى لكمال اليجاق الذي اعطاها لقبة وبعد ان توفى في عام 1993 تزوجت لفترة قصيرة من السياسى امين شيرين واصبحت اما لطفلين.